# Pallavolo Matera Bulls 2013-2014
Questa voce raccoglie le informazioni riguardanti la Pallavolo Matera Bulls nelle competizioni ufficiali della stagione 2013-2014.

## Stagione
La stagione 2013-14 è per la Pallavolo Matera Bulls, sponsorizzata dalla Coserplast, la seconda consecutiva in Serie A2; in panchina arriva l'allenatore Vincenzo Mastrangelo, mentre la rosa è quasi del tutto modificata: vengono infatti acquistati gli stranieri Luis Joventino e Humphrey Krolis, oltre agli italiani Oreste Luppi, Federico Marretta, Alessandro Giosa e Matteo Pedron; tra i confermati Vittorio Suglia, mentre lasciano il club Francesco Corsini, Kervin Piñerúa e Josè Matheus.
Il campionato si apre con due vittorie di fila, seguite da una sconfitta alla terza giornata contro il Powervolley Milano: in tutto il resto del girone di andata, la squadra di Matera coglie tutti successi, eccetto alla decima giornata quando viene sopraffatta dall'Argos Volley, chiudendo così al secondo posto in classifica, qualificandosi anche per la Coppa Italia di Serie A2. Anche il girone di ritorno inizia con una vittoria, a cui però fanno seguito quattro sconfitte consecutive: seguono quindi altri due successi per poi chiudere la regular season con due stop ed il quarto posto in classifica. Nei quarti di finale dei play-off promozione la sfida è contro la Libertas Brianza, la quale vince le due gare utili per passare al turno successivo, eliminando i lucani.
Il secondo posto al termine del girone di andata della Serie A2 2013-14 consente alla Pallavolo Matera Bulls di partecipare alla Coppa Italia di Serie A2: l'avventura però termina nelle semifinali, a seguito della sconfitta per 3-0, imposta in casa, dal Volley Milano.

## Organigramma societario
Area direttiva
- Presidente: Antonio Tulliani
- Vicepresidente: Francesco Schiuma
- Amministratore delegato: Vito Gaudiano
- Segreteria generale: Palma Frascati

Area organizzativa
- Team manager: Amedeo Sacco
- Direttore sportivo: Francesco Mannarella

Area tecnica
- Allenatore: Vincenzo Mastrangelo
- Allenatore in seconda: Antonello Andriani
- Responsabile settore giovanile: Vito Valentino

Area comunicazione
- Ufficio stampa: Emanuele Frascati
- Area comunicazione: Massimo Bianco
- Speaker: Fabio Lavecchia

Area marketing
- Ufficio marketing: Massimo Bianco

Area sanitaria
- Medico: Paolo Vizziello
- Preparatore atletico: Pascal Sabato
- Fisioterapista: Antonio Nicoletti
- Osteopata: Vito Lacalamita

## Rosa
| N° | Nome                 | Ruolo | Data di nascita   | Nazionalità sportiva |
| -- | -------------------- | ----- | ----------------- | -------------------- |
| 1  | Oreste Luppi         | C     | 22 aprile 1983    | Italia               |
| 2  | Cesare Casulli       | L     | 4 gennaio 1983    | Italia               |
| 3  | Felice Sette         | S     | 27 febbraio 1996  | Italia               |
| 4  | Luis Joventino       | S     | 25 settembre 1989 | Brasile              |
| 6  | Humphrey Krolis      | S/O   | 13 luglio 1984    | Paesi Bassi          |
| 7  | Giuseppe Sette       | S/O   | 5 giugno 1989     | Italia               |
| 9  | Matteo Pedron        | P     | 14 luglio 1992    | Italia               |
| 11 | Eustachio Lapacciana | P     | 13 agosto 1979    | Italia               |
| 12 | Vittorio Suglia      | S     | 3 settembre 1979  | Italia               |
| 13 | Matteo Granito       | C     | 2 agosto 1989     | Italia               |
| 14 | Alessandro Giosa     | C     | 5 agosto 1977     | Italia               |
| 15 | Leonardo Monteleone  | L     | 3 giugno 1997     | Italia               |
| 18 | Federico Marretta    | S     | 9 agosto 1990     | Italia               |
| -  | Alexsandro Oliveira  | S     | 3 aprile 1989     | Brasile              |

## Mercato
| Acquisti | Acquisti             | Acquisti          | Acquisti   |
| R.       | Nome                 | da                | Modalità   |
| -------- | -------------------- | ----------------- | ---------- |
| C        | Alessandro Giosa     | Molfetta          | definitivo |
| C        | Matteo Granito       | Virtus Potenza    | definitivo |
| S        | Luis Joventino       | Funvic            | definitivo |
| S/O      | Humphrey Krolis      | Paris             | definitivo |
| P        | Eustachio Lapacciana | Impavida Ortona   | definitivo |
| C        | Oreste Luppi         | Tricolore         | definitivo |
| S        | Federico Marretta    | Corigliano Volley | definitivo |
| S        | Alexsandro Oliveira  | Funvic            | definitivo |
| P        | Matteo Pedron        | Padova            | definitivo |
| S/O      | Giuseppe Sette       | Murgia            | definitivo |
| S        | Felice Sette         | Murgia            | definitivo |

| Cessioni | Cessioni            | Cessioni        | Cessioni   |
| R.       | Nome                | a               | Modalità   |
| -------- | ------------------- | --------------- | ---------- |
| C        | Dario Berni         | Potentino       | definitivo |
| C        | Francesco Corsini   | Mladost Kaštela | definitivo |
| P        | Simone Di Tommaso   | Olbia           | definitivo |
| P        | Lazzaro Gaetano     | AVS             | definitivo |
| S        | Peter Janušek       | Foinikas Syro   | definitivo |
| S/O      | Josè Matheus        | Pulsano         | definitivo |
| S/O      | Alexsandro Oliveira | Funvic          | definitivo |
| S        | Giacomo Percoco     | ?               | definitivo |
| S/O      | Kervin Piñerúa      | Prievidza       | definitivo |
| C        | Daniele Postiglioni | Ostia           | definitivo |
| S        | Carlo Rispoli       | Aversa          | definitivo |
| P        | François Zonno      | Falchi Ugento   | definitivo |

## Risultati

### Serie A2

#### Girone di andata
| 1ª giornata - 20 ottobre 2013 PalaCorigliano, Corigliano Calabro | Corigliano Volley  | 0 - 3 | Matera Bulls | 17-25, 22-25, 14-25               |
| 2ª giornata - 27 ottobre 2013 PalaSassi, Matera                  | Matera Bulls       | 3 - 2 | Padova       | 21-25, 20-25, 26-24, 25-19, 15-13 |
| 3ª giornata - 3 novembre 2013 Centro Pavesi, Milano              | Powervolley Milano | 3 - 1 | Matera Bulls | 21-25, 25-23, 25-18, 25-20        |
| 4ª giornata - 10 novembre 2013 PalaSassi, Matera                 | Matera Bulls       | 3 - 1 | Milano       | 25-19, 25-16, 19-25, 27-25        |
| 5ª giornata - 16 novembre 2013 PalaSassi, Matera                 | Matera Bulls       | 3 - 0 | Potentino    | 25-23, 25-14, 25-19               |
| 7ª giornata - 30 novembre 2013 PalaSassi, Matera                 | Matera Bulls       | 3 - 0 | Brolo        | 31-29, 25-16, 25-17               |
| 8ª giornata - 8 dicembre 2013 PalaParini, Cantù                  | Libertas Brianza   | 1 - 3 | Matera Bulls | 23-25, 25-23, 25-27, 23-25        |
| 9ª giornata - 15 dicembre 2013 Palasport Comunale, Ortona        | Impavida Ortona    | 0 - 3 | Matera Bulls | 23-25, 20-25, 22-25               |
| 10ª giornata - 22 dicembre 2013 PalaSassi, Matera                | Matera Bulls       | 0 - 3 | Argos        | 19-25, 23-25, 15-25               |
| 11ª giornata - 26 dicembre 2014 PalaGrotte, Castellana Grotte    | Materdomini        | 1 - 3 | Matera Bulls | 25-13, 27-29, 19-25, 20-25        |

#### Girone di ritorno
| 12ª giornata - 29 dicembre 2014 PalaSassi, Matera            | Matera Bulls | 3 - 2 | Corigliano Volley  | 20-25, 25-19, 25-23, 23-25, 16-14 |
| 13ª giornata - 5 gennaio 2014 PalaFabris, Padova             | Padova       | 3 - 0 | Matera Bulls       | 25-15, 25-10, 25-14               |
| 14ª giornata - 19 gennaio 2014 PalaSassi, Matera             | Matera Bulls | 2 - 3 | Powervolley Milano | 25-23, 25-22, 17-25, 19-25, 14-16 |
| 15ª giornata - 26 gennaio 2014 Palazzetto dello Sport, Monza | Milano       | 3 - 1 | Matera Bulls       | 34-36, 25-20, 25-19, 25-23        |
| 16ª giornata - 2 febbraio 2014 PalaPrincipi, Potenza Picena  | Potentino    | 3 - 1 | Matera Bulls       | 25-17, 26-24, 23-25, 25-22        |
| 18ª giornata - 16 febbraio 2014 PalaFantozzi, Capo d'Orlando | Brolo        | 1 - 3 | Matera Bulls       | 16-25, 25-19, 10-25, 19-25        |
| 19ª giornata - 23 febbraio 2014 PalaSassi, Matera            | Matera Bulls | 3 - 1 | Libertas Brianza   | 23-25, 25-23, 25-16, 26-24        |
| 20ª giornata - 2 marzo 2014 PalaSassi, Matera                | Matera Bulls | 3 - 0 | Impavida Ortona    | 25-21, 25-19, 25-18               |
| 21ª giornata - 9 marzo 2014 PalaGrobo, Sora                  | Argos        | 3 - 2 | Matera Bulls       | 14-25, 25-23, 27-29, 25-17, 18-16 |
| 22ª giornata - 16 marzo 2014 PalaSassi, Matera               | Matera Bulls | 2 - 3 | Materdomini        | 25-16, 22-25, 20-25, 25-20, 12-15 |

#### Play-off promozione
| Quarti di finale (gara 1) - 30 marzo 2014 PalaSassi, Matera | Matera Bulls     | 0 - 3 | Libertas Brianza | 26-28, 20-25, 21-25               |
| Quarti di finale (gara 2) - 2 aprile 2014 PalaParini, Cantù | Libertas Brianza | 3 - 2 | Matera Bulls     | 25-19, 19-25, 25-19, 27-29, 15-10 |

### Coppa Italia di Serie A2

#### Fase a eliminazione diretta
| Semifinali - 11 gennaio 2014 Palazzetto dello Sport, Monza | Matera Bulls | 0 - 3 | Milano | 19-25, 19-25, 17-25 |

## Statistiche

### Statistiche di squadra
| Competizione             | Punti | In casa | In casa | In casa | In trasferta | In trasferta | In trasferta | Totale | Totale | Totale |
| Competizione             | Punti | G       | V       | P       | G            | V            | P            | G      | V      | P      |
| ------------------------ | ----- | ------- | ------- | ------- | ------------ | ------------ | ------------ | ------ | ------ | ------ |
| Serie A2                 | 37    | 11      | 7       | 4       | 11           | 5            | 6            | 22     | 12     | 10     |
| Coppa Italia di Serie A2 |       | -       | -       | -       | -            | -            | -            | 1      | 0      | 1      |
| Totale                   | -     | 11      | 7       | 4       | 11           | 5            | 6            | 23     | 12     | 11     |

G = partite giocate; V = partite vinte; P = partite perse

### Statistiche dei giocatori
| Giocatore     | Serie A2 | Serie A2 | Serie A2 | Serie A2 | Serie A2 | Coppa Italia di Serie A2 | Coppa Italia di Serie A2 | Coppa Italia di Serie A2 | Coppa Italia di Serie A2 | Coppa Italia di Serie A2 | Totale | Totale | Totale | Totale | Totale |
| Giocatore     | P        | PT       | AV       | MV       | BV       | P                        | PT                       | AV                       | MV                       | BV                       | P      | PT     | AV     | MV     | BV     |
| ------------- | -------- | -------- | -------- | -------- | -------- | ------------------------ | ------------------------ | ------------------------ | ------------------------ | ------------------------ | ------ | ------ | ------ | ------ | ------ |
| C. Casulli    | 23       | -        | -        | -        | -        | 1                        | -                        | -                        | -                        | -                        | 24     | -      | -      | -      | -      |
| A. Giosa      | 23       | 157      | 92       | 53       | 12       | 1                        | 1                        | 1                        | 0                        | 0                        | 24     | 158    | 93     | 53     | 12     |
| M. Granito    | 4        | 6        | 5        | 0        | 1        | 0                        | 0                        | 0                        | 0                        | 0                        | 4      | 6      | 5      | 0      | 1      |
| L. Joventino  | 23       | 325      | 259      | 44       | 22       | 1                        | 7                        | 5                        | 1                        | 1                        | 24     | 332    | 264    | 45     | 23     |
| H. Krolis     | 17       | 334      | 279      | 11       | 44       | 1                        | 14                       | 14                       | 0                        | 0                        | 18     | 348    | 293    | 11     | 44     |
| E. Lapacciana | 6        | 1        | 1        | 0        | 0        | 1                        | 0                        | 0                        | 0                        | 0                        | 7      | 1      | 1      | 0      | 0      |
| O. Luppi      | 23       | 207      | 131      | 66       | 10       | 1                        | 9                        | 7                        | 1                        | 1                        | 24     | 216    | 138    | 67     | 11     |
| F. Marretta   | 20       | 174      | 157      | 10       | 7        | 1                        | 8                        | 8                        | 0                        | 0                        | 21     | 182    | 165    | 10     | 7      |
| L. Monteleone | 2        | -        | -        | -        | -        | 0                        | -                        | -                        | -                        | -                        | 2      | -      | -      | -      | -      |
| A. Oliveira   | -        | -        | -        | -        | -        | -                        | -                        | -                        | -                        | -                        | -      | -      | -      | -      | -      |
| M. Pedron     | 23       | 74       | 37       | 23       | 14       | 1                        | 0                        | 0                        | 0                        | 0                        | 24     | 74     | 37     | 23     | 14     |
| F. Sette      | 13       | 0        | 0        | 0        | 0        | 0                        | 0                        | 0                        | 0                        | 0                        | 13     | 0      | 0      | 0      | 0      |
| G. Sette      | 5        | 12       | 11       | 1        | 0        | 0                        | 0                        | 0                        | 0                        | 0                        | 5      | 12     | 11     | 1      | 0      |
| V. Suglia     | 22       | 143      | 124      | 19       | 0        | 1                        | 0                        | 0                        | 0                        | 0                        | 23     | 143    | 124    | 19     | 0      |

P = presenze; PT = punti totali; AV = attacchi vincenti; MV = muri vincenti; BV = battute vincenti